# Pazini-barlang
A Pazini-barlang egy víznyelő barlangja Horvátországban Pazin városában. Az egész dinári karszt egyedülálló hidrogeológiai jelensége, mely természetvédelem alatt áll.

## Története
A Pazinčica-patak víznyelője és a folytatását képező barlang már sokkal előbb vonzotta az emberek képzeletét, mint arra az európai utazók, tudósok és barlangászok kíváncsiságát felkeltette. Első írásos említése 1770-ben Alberto Fortis padovai természettudós nevéhez fűződik, aki az isztriai karszt földalatti képződményeinek vizsgálatával kapcsolatban említi a barlangot. Az első barlangkutatást és topográfiai felmérést Édouard-Alfred Martel francia barlangkutató végezte 1893-1896-ban. Martel és a ljubljanai Wilhelm Putick 1893-ban készítették el a barlang első részletes térképét. Martel ismerte fel, hogy a víznyelőtől a hasadék mentén áramló víz által kivájt járat egy nagy földalatti tótól (a Nagy vagy Martel-tótól) tovább haladva egy szifonban végződik. A barlangnak a kelet-isztriai Raša-völggyel való kapcsolatát az 1920-as években egy olasz geológus Carlo D'Ambrosi fedezte fel. Ezt a tényt Massima Selle rovinji tudós az angolnák megjelölésével végzett kísérlete során erősítette meg. Az 1920-as évek olasz barlangkutatói után 1967-ben Mirko Malez geológus és a zágrábi barlangkutatók egy csoportja az 1960-as években végzett itt kutatásokat, melynek eredményeként részletes térképet készített. Malez már régóta azt a nézetet képviselte, hogy a víz a barlangból a nyugat-isztriai Lim-csatornában bukkan fel. 1975-ben pazini barlangkutatók lemerültek a barlang végében levő szifonba, Mitar Marinović átjutva a Martel-tó szifonján a barlang új, 70 méter hosszúságú részeit tárta fel azzal a kis tóval amit róla Mitar tavának (Mitrovo jezero) neveztek el. A legújabb vízszínezéssel végzett kutatások nem erősítették meg azokat a korábbi nézeteket, hogy a víz elérne Lim-csatornáig, így ez a kérdés továbbra is nyitott maradt. 

## A barlang szerkezete
A pazini víznyelő földalatti részének ismert hossza 270 m. A barlang bejárati nyílása a több száz méter hosszú és mélyen bevágódó Pazinčica-szurdok végén, egy 198 m magas függőleges szikla alatt helyezkedik el, amelyen Pazin város házai állnak. A pazini várkastély nem messze a barlangtól a Pazinčica-szurdok fölött egy sziklán található.
A barlang bejárata egy félköríves boltozatos üreg, amely több mint 20 m magas és 30–50 m széles, alja nagy kőtömbökkel és hordalékkal van tele. A földalatti járat délnyugati irányban halad tovább, a bejárattól körülbelül 10 m szélesre szűkül, majd ismét kiszélesedik. A bejárattól mintegy 100 méterre egy hosszabb járat kezdődik, amely egy 80 m hosszú és körülbelül 20 m széles záróteremben végződik, végében egy szifontóval. A tó szintje a víz minimális beáramlásakor 12 méterrel a bejárat szintje alatt van. A tó szélessége a végén a legnagyobb, ahol néha vízörvényeket észlelnek. A tó bejárása csak csónak segítségével lehetséges, mert a víz mélysége általában 10 méter. Mirko Malez felmérése szerint a terem túlsó végén lévő pont 215 méterre van a bejárattól. 

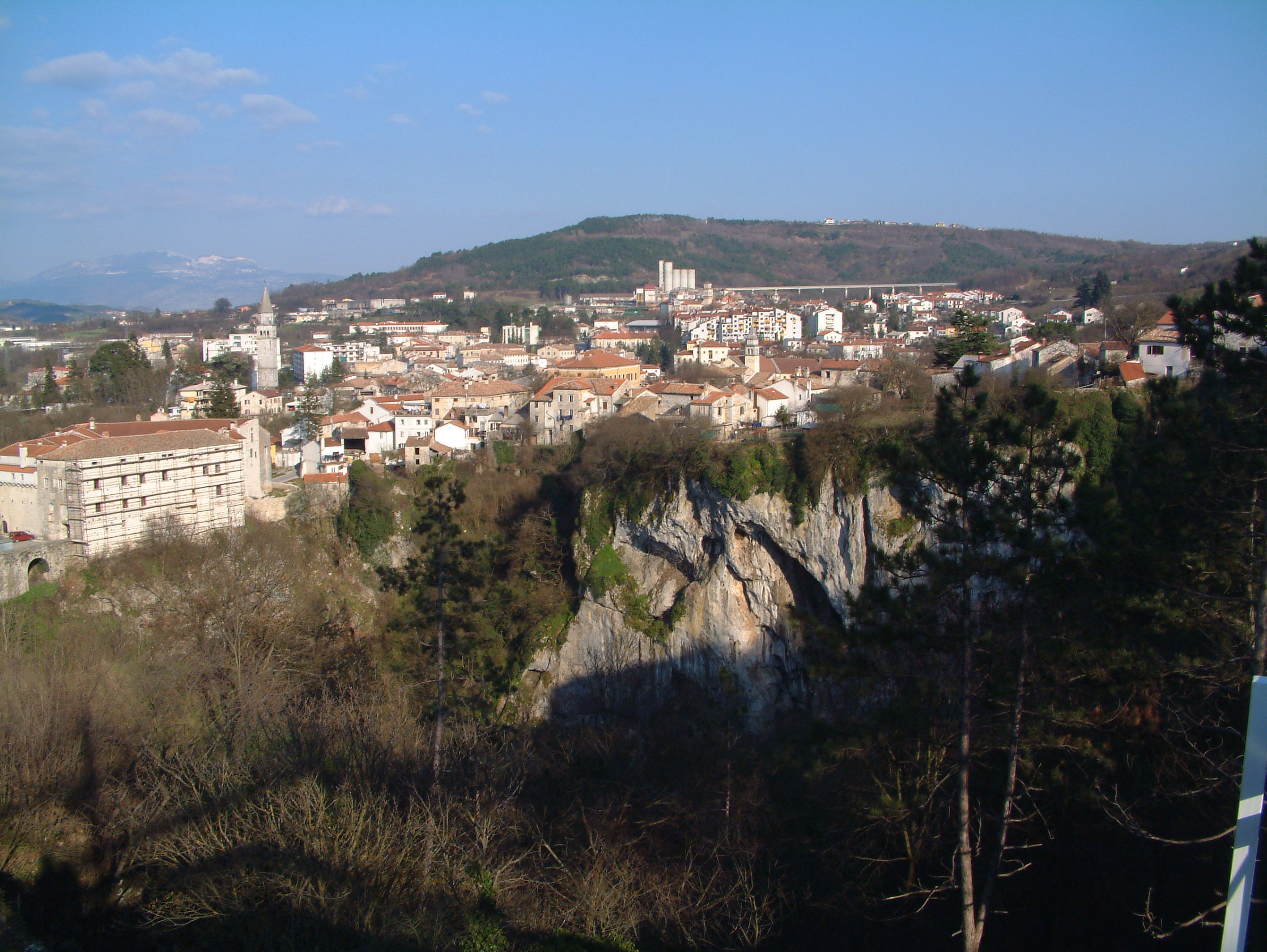
Pazin városa a Pazinčica szurdoka felett

A barlang vízáteresztő, terjedelmes krétakori mészkőben képződött a vízhatlan eocén kori flis üledékekkel való érintkezés helyén. Az isztriai mészkőlemez geológiai múltbeli emelkedésével a flis aljzatból származó víz elkezdett terjedni a repedezett mészkő eróziója mentén, különböző méretű és szélességű csatornákat, járatokat és csarnokokat képezve. A tömörebb rétegek keletkezésével parti források formájában a víz ismét felszínre emelkedett. A tavaszi és őszi esőzések, valamint a hirtelen nyári záporok idején nagy mennyiségű árvíz áramlik a mélységbe, így a nyílásnál a vízszint több mint 50 méterrel emelkedik. Ezután egy keskeny szurdokban és kiszélesedett völgyben Pazin előtt Cerovlje irányában egy 2-3 kilométer hosszú tavat képez, ami jelentős anyagi kárt okozhat. A vizsgálatok során kiderült, hogy a víztartó réteg, amelynek vizében Pazinčica vize is benne van, az Isztria keleti és déli részén fakadó forrásokhoz, Raša és Blaz felé irányítja a vizet.
A Pazini-barlangot és a Pazinčica szurdokát jelentős természetvédelmi területként törvény védi. Védett terület a Pazinčica 500 méter hosszú és körülbelül 100 méter mély szurdoka, és valamint a Pazini-barlang teljes területe.

## Fordítás
Ez a szócikk részben vagy egészben  a   Pazinska jama című horvát Wikipédia-szócikk ezen változatának fordításán alapul.  Az eredeti cikk szerkesztőit annak laptörténete sorolja fel. Ez a jelzés csupán a megfogalmazás eredetét és a szerzői jogokat jelzi, nem szolgál a cikkben szereplő információk forrásmegjelöléseként.